# Temporallobsresektion
Temporallobsresektion är en neurokirurgisk operation då en del av eller hela tinningloben på patienten tas bort, oftast i syfte att minska epileptiska anfall.
Det är viktigt med tidig operation, så att inte sjukdomen skadar övriga hjärnan.
Prognos: Det som avgör hur det går för patienten är storleken på resektionen, om man efter operation uppnår anfallsfrihet och hur neuropatologin innan operation såg ut.
Kognitivt blir barnet oftast sämre i den funktion som är lokaliserad i hjärnhalvan där resektionen sker. Å andra sidan förbättras oftast funktion i motsvarande del i den kontralaterala sidan, eftersom denna inte längre störs av de epileptiska anfallen. Också intilliggande områden i den ipsilaterala hjärnhalvan fungerar bättre och detta visar sig i bättre kognitiva förmågor.
Temporallobsresektioner är den vanligaste operationen vid epilepsi. Effekter syns oftast i minne för verbalt material som försämras. Vid vänstersidig resektion är detta tydligast: då får ca 30% av patienterna tydligt försämrat minne. ADHD-symptom som hyperaktivitet och koncentrationssvårigheter minskar ofta efter operation, delvis på grund av minskade bieffekter då farmaka kan sättas ut.
Extratemporala resektioner (frontala, occipitala eller parietala) är ovanligare. Kognitiva bieffekter av dessa är oftast mer generella och diffusa.